# Lody na patyku (seria)

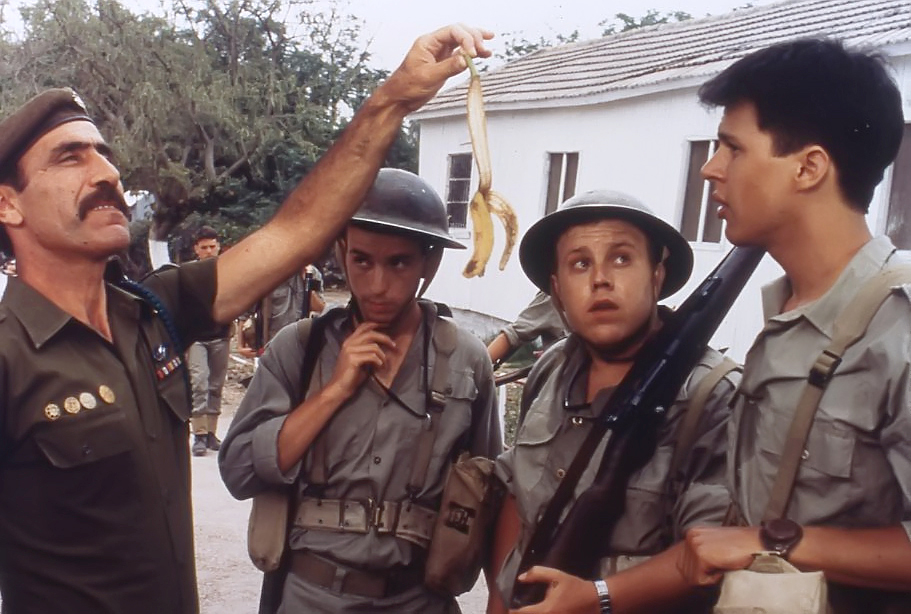
Kadr z filmu

Lody na patyku – seria dziewięciu izraelskich komedii erotycznych wyprodukowanych przez izraelskich producentów Menahema Golana i Jorama Globusa. Osiem pierwszych części powstało w latach 1978–1988, a ostatnia, która jeszcze nie miała premiery w Polsce, w 2001. Filmy opowiadają przygody trójki szkolnych przyjaciół.

## Postacie
- Benji lub Benny – romantyk, dziewczyny w których się zakochuje zwykle odbija mu Bobby
- Huey lub Johnny – grubas, przyjaciel Benjiego, pomocny w trudnych sytuacjach, choć często sam wpada w tarapaty
- Bobby lub Momo – najprzystojniejszy z całej trójki, lowelas

## Lista części
- Lody na patyku (1978)
- Prawdziwi przyjaciele (1979)
- Miłostki (1981)
- cz. 1. Polowanie na zające (1982)
- cz. 2. Polowanie na zające 2 (1983)
- Wielka miłość (1984)
- Wakacyjna miłość (1985)
- Zakochani chłopcy (1987)
- Letni blues (1988)
- The Party Goes On (2001)